# Ministri degli affari esteri della Somalia
I ministri degli affari esteri della Somalia dal 1960 sono i seguenti.

## Lista
| Ministro | Ministro | Ministro                           | Periodo      | Presidente                        |
| -------- | -------- | ---------------------------------- | ------------ | --------------------------------- |
|          |          | Abdullahi Issa Mohamud             | 1960–1964    | Aden Abdullah Osman Daar          |
|          |          | Ahmed Yusuf Duale                  | 1964–1967    | Aden Abdullah Osman Daar          |
|          |          | Mohamed Ibrahim Egal               | 1967–1969    | Abdirashid Ali Shermarke          |
|          |          | Haji Farah Ali Omar                | 1969         | Mukhtar Mohamed Hussein           |
|          |          | Umar Arteh Ghalib                  | 1969–1976    | Mohammed Siad Barre               |
|          |          | Mohammed Siad Barre                | 1976–1977    | Mohammed Siad Barre               |
|          |          | Abdirahman Jama Barre              | 1977–1987    | Mohammed Siad Barre               |
|          |          | Muhammad Ali Hamoud                | 1987–1988    | Mohammed Siad Barre               |
|          |          | Mohammed Siad Barre                | 1988–1989    | Mohammed Siad Barre               |
|          |          | Abdirahman Jama Barre              | 1989–1990    | Mohammed Siad Barre               |
|          |          | Ali Ahmed Jama Jangali             | 1990         | Mohammed Siad Barre               |
|          |          | Ahmed Muhammad Aden                | 1990–1991    | Mohammed Siad Barre               |
|          |          | Muhammad Ali Hamoud                | 1991–1992    | Ali Mahdi Muhammad                |
|          |          | Ismail Mahmud Hurre                | 2000–2002    | Abdiqasim Salad Hassan            |
|          |          | Yusuf Hassan Ibrahim               | 2002–2004    | Abdiqasim Salad Hassan            |
|          |          | Abdullahi Sheikh Ismail            | 2004–2006    | Abdullahi Yusuf Ahmed             |
|          |          | Ismail Mahmud Hurre                | 2006–2007    | Abdullahi Yusuf Ahmed             |
|          |          | Hussein Elabe Fahiye               | 2007         | Abdullahi Yusuf Ahmed             |
|          |          | Muhammad Ali Hamoud                | 2007-2008    | Abdullahi Yusuf Ahmed             |
|          |          | Ali Ahmed Jama Jangali             | 2008–2009    | Adan Mohamed Nuur Madobe          |
|          |          | Mohamed Abdullahi Omaar            | 2009         | Sharif Sheikh Ahmed               |
|          |          | Ali Ahmed Jama Jangali             | 2009-2010    | Sharif Sheikh Ahmed               |
|          |          | Yusuf Hassan Ibrahim               | 2010         | Sharif Sheikh Ahmed               |
|          |          | Mohamed Abdullahi Omaar            | 2010-2011    | Sharif Sheikh Ahmed               |
|          |          | Mohamed Mohamud Ibrahim            | 2011-2012    | Sharif Sheikh Ahmed               |
|          |          | Abdullahi Haji Hassan Mohamed Nuur | 2012         | Mohamed Osman Jawari              |
|          |          | Fowsiyo Yusuf Haji Adan            | 2012-2014    | Hassan Sheikh Mohamud             |
|          |          | Abdirahman Duale Beyle             | 2014-2015    | Hassan Sheikh Mohamud             |
|          |          | Abdisalam Omer                     | 2015-2017    | Hassan Sheikh Mohamud             |
|          |          | Yusuf Garad Omar                   | 2017-2018    | Mohamed Abdullahi Mohamed Farmajo |
|          |          | Yusuf Garad Omar                   | 2018-2020    | Prix Ahmed Isse                   |
|          |          | Yusuf Garad Omar                   | 2020-2021    | Moham Abdirizak Mohamuded         |
|          |          | Yusuf Garad Omar                   | 2021-2022    | Abdisaïd Muse Ali                 |
|          |          | Yusuf Garad Omar                   | 2022-présent | Abshir Omar Huruse                |